# Sindzsong állomás
Sindzsong (Sinjeong ) állomás a szöuli metró 5-ös vonalának állomása, mely Jangcshon-ku (Yangcheon-gu) kerületben található.

## Viszonylatok
| 5-ös vonal                                     | 5-ös vonal | 5-ös vonal                                                                 |
| ---------------------------------------------- | ---------- | -------------------------------------------------------------------------- |
| Kkacshiszan (Kkachisan) Panghva (Banghwa) felé | fő vonal   | Mok-tong (Mok-dong) Szangil-tong (Sangil-dong) vagy Macshon (Macheon) felé |